# Chiesa di Sant'Antonio Abate in Ravaldino
La chiesa di Sant'Antonio Abate in Ravaldino è una chiesa parrocchiale di Forlì, che appartenne ai Carmelitani scalzi che ne ordinarono la costruzione. Il nome si riferisce alla zona della città chiamata Ravaldino per la presenza di un'antica fortificazione, un rivellino, nei pressi della Rocca. In origine era dedicata a Sant'Anna, protettrice dei Carmelitani, santa che compare sull'altare maggiore. Particolarmente sentita è anche la devozione a Santa Rita da Cascia.

## Storia
Nel 1673 si ha notizia dell'acquisto da parte dei Carmelitani scalzi di Santa Teresa, di una proprietà del conte Giambattista Gaddi. L'idea era quella di fabbricare sull'area una propria chiesa con annesso convento. Tuttavia i lavori per qualche ragione slittano ed è solo all'inizio del nuovo secolo che il faentino Cesare Scaletti viene incaricato di elaborare dei disegni per la chiesa. 
La prima pietra dell'edificio viene posta nel 1705, ma i lavori, sovrintesi da Fabrizio Merenda (padre dell'architetto Giuseppe), si arrestano nel 1713, con l'accusa a Merenda di amministrare il denaro in maniera non corretta. A prescindere dalla veridicità di questa accusa, viene cambiato l'amministratore, che diviene Francesco Orti. Le fasi della realizzazione della chiesa sono riportate in maniera puntuale in una serie di documenti conservati nell'Archivio di stato forlivese (radunati sotto il nome di Libro delle limosine). 
Le fasi della realizzazione della chiesa sono state tre: 
- la prima, dal 1705 al 1732, a cura di Carlo Cesare Scaletti. Scaletti aveva realizzato un modello in legno illustrando il suo progetto, che però è bruciato durante la seconda guerra mondiale (restano delle fotografie). In questo primo progetto era già stata prevista la facciata concava e l'interno impostato sulla forma del poligono regolare.
- la seconda, dal 1732 al 1773, durante la quale viene costruito il corpo principale dell'edificio secondo un progetto probabilmente di Giuseppe Merenda, che manteneva in linea generale quello di Scaletti, ma riduceva le dimensioni della facciata, abbandonava il progetto decorativo della facciata stessa e prevedeva l'aggiunta delle cappelle laterali adiacenti al coro e non in comunicazione diretta con la chiesa. Inoltre l'architetto abbandona l'idea di una lanterna centrale cilindrica che sostituisce con una falsa prospettiva che riprende la forma della cupola e aggiunge le finestre alla base. Elimina anche le due torri campanarie previste nella parte posteriore.
- la terza, dal 1773 al 1778, che vede realizzata la copertura e completamente rifatta la decorazione interna su disegni di Gaetano Stegani, messi in opera dal capomastro Tommasi Righini. Solo in questa fase si completa la cupola.

È probabile che la prima volta che la chiesa viene officiata sia stato nel corso del 1735, quindi la cupola non doveva essere ancora presente, pertanto o c'era una copertura provvisoria o le prima funzioni avvennero nella parte del vano presbiteriale, già ultimato.
Nel 1798 viene soppresso l'ordine dei Carmelitani che abbandonarono il monastero. La chiesa divine quindi parrocchiale al posto della vicina Chiesa di Sant'Antonio Vecchio, in tale occasione sconsacrata.
Il portale viene aggiunto nel 1931, realizzato su disegno dell'architetto Leonida Emilio Rosetti.

## Descrizione

### Esterno

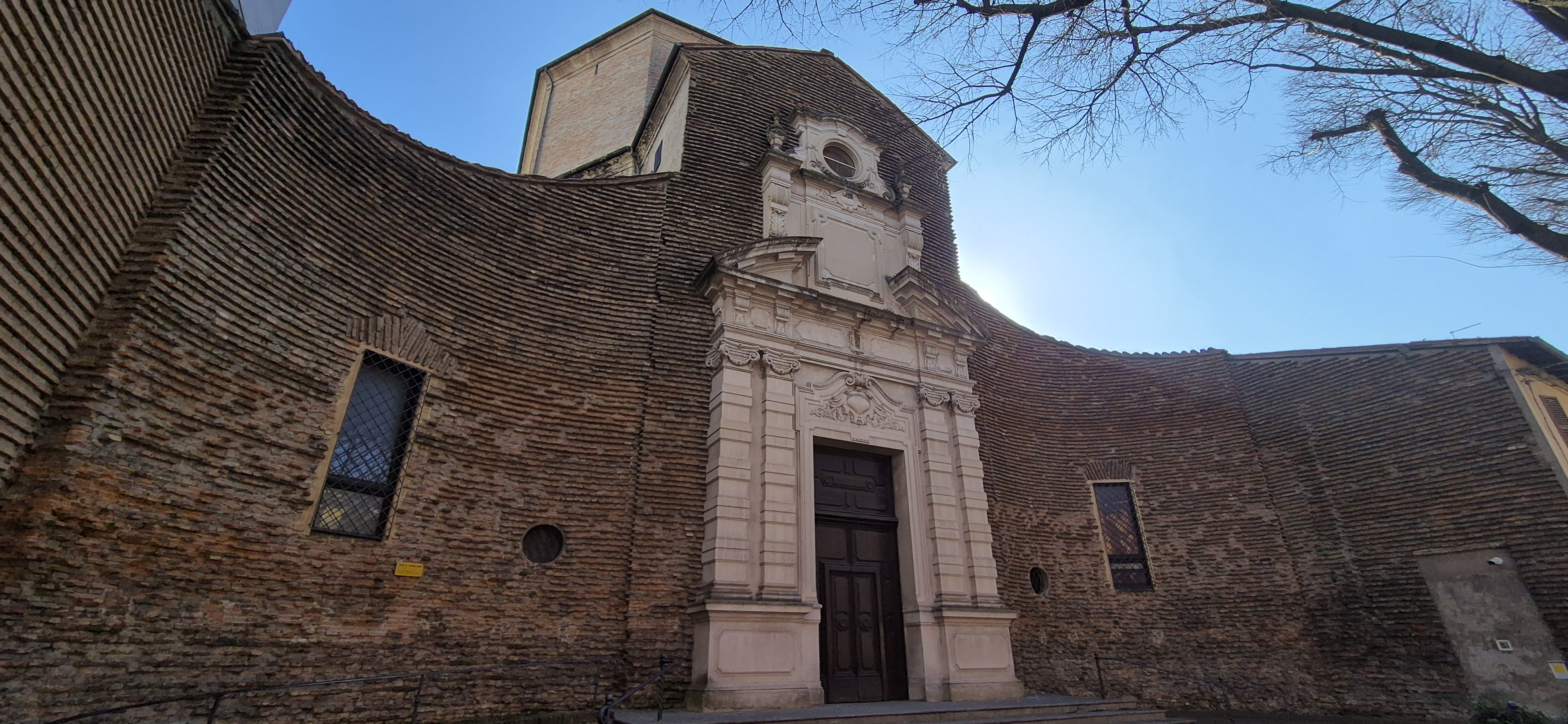
Chiesa di Sant'Antonio Abate in Ravaldino (Forlì), facciata

La facciata è rimasta evidentemente incompiuta, dato che i mattoni mostrano l'impostazione di una decorazione che non fu mai collocata. Nel 1931 si decide di realizzare un portale che inquadri l'ingresso. La soluzione proposta da Leonida Emilio Rosetti mette insieme vari stili, come tipico dell'architetto, che amava soluzioni eclettiche. La struttura in marmo richiama un arco di trionfo classico, in linea con il Razionalismo degli anni '30, ma gli elementi decorativi presentano forme barocche nelle componenti arricciate e nel timpano tondeggiante e discontinuo. Queste forme curvilinee vengono associate a un marcato elemento a linea retta nella decorazione a fascia delle lesene. Si presenta interessante anche la soluzione originale che prevede di connettere il portale con il rosone, piccolo a confronto dell'imponenza della struttura marmorea, ma esaltato dallo slancio delle varie componenti, presentandosi come una sorta di coronamento all'intero complesso. L'idea della struttura marmorea sovrapposta alla facciata incompleta riprende con eleganza la medesima soluzione della Chiesa del Carmine di Forlì, dove l'antico portale del Duomo è stato collocato sui mattoni disposti a taglio nel 1915, dopo essere stato rimosso dal Duomo in occasione della grande ristrutturazione del 1841.
Gli elementi di foggia barocca riprendono alcune delle decorazioni presenti all'interno e di matrice barocca è anche l'effetto scenografico, delle ali ricurve che incorniciano il piccolo spiazzo antistante la chiesa quasi a rappresentare un abbraccio nei confronti dei fedeli, citando l'idea berniniana del colonnato di San Pietro. 

### Interno
La chiesa presenta una pianta centrale ottagonale molto elaborata grazie alla presenza di cappelle laterali, due di fianco al presbiterio, due aperte nel corpo della chiesa. Di fianco all'entrata si trova un piccolo ambiente a destra a cui in pianta corrisponde un ambiente simmetrico che però non è collegato alla chiesa. La zona presbiteriale è molto profonda, quasi raddoppia il corpo della chiesa, ma è costruita in modo da dare l'illusione di essere più contenuta.

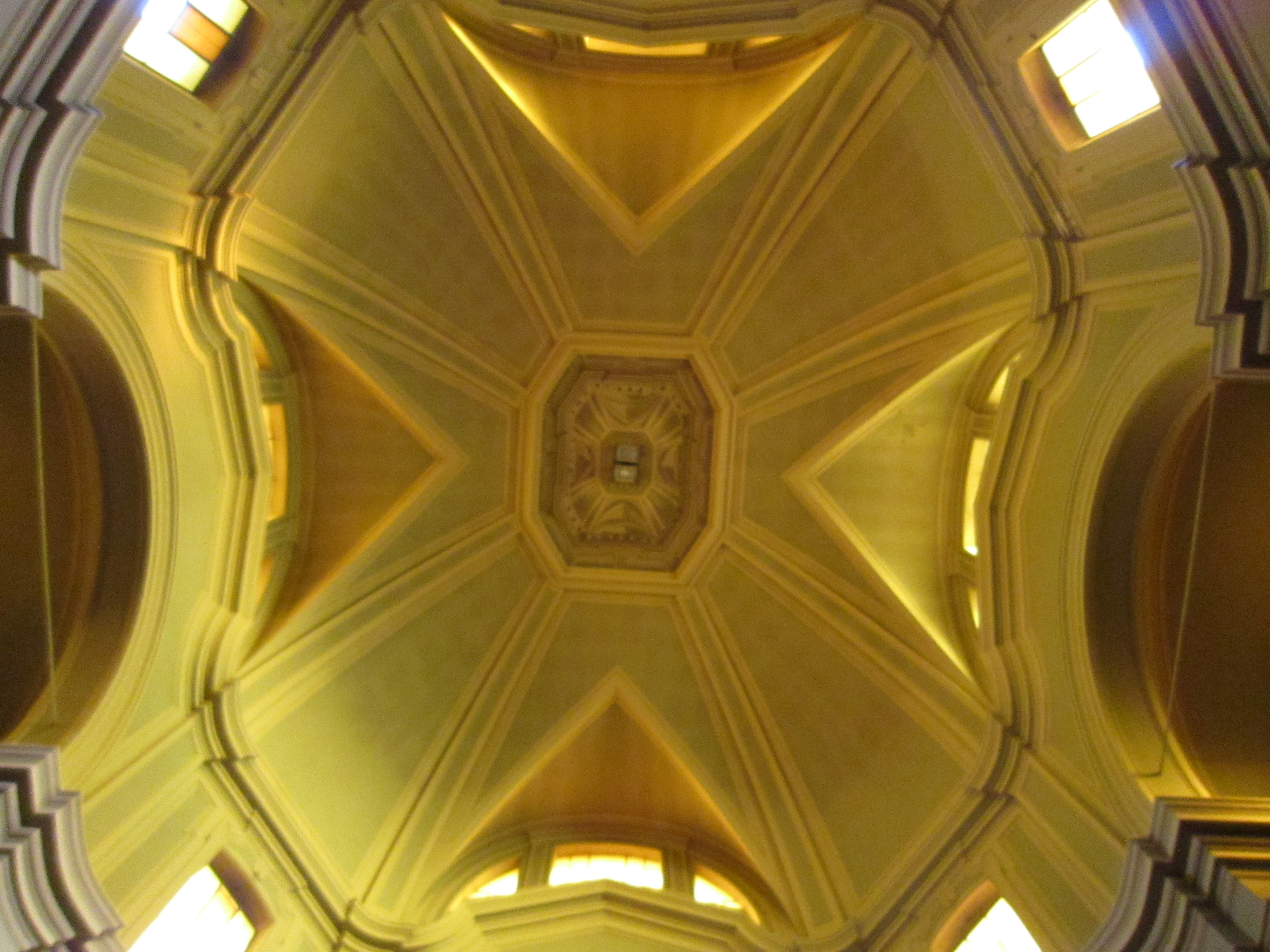
La volta

L'interno è globalmente basato sulla contrapposizione di forme concave e convesse, alla maniera borrominiana, che creano dinamismo e un effetto di complessità. Le forme vengono esaltate dall'alternarsi di due colori non molto dissimili, entrambi chiari, un color panna e un grigio verde, su cui si innestano elementi bianchi, come i capitelli corinzi. 
La cupola è un capolavoro di complessità e tuttavia dà un effetto armonico e sobrio, perché basa la struttura sull'esaltazione degli elementi formali e non presenta decorazioni pittoriche, come invece sarebbe previsto in cupole barocche. La sagoma si imposta su una struttura ottagonale, con spicchi dalle forme varie con nervature che convergono verso il centro, dove una forma sempre ottagonale ma più piccola, simula in prospettiva la presenza di una lanterna che invece non esiste. La luce proviene da quattro finestre termali innestate nella cupola e da altrettante, quadrangolari e con coronamento decorato, inserite nel tamburo. La struttura viene divisa dallo spazio sottostante da un bordo molto aggettante interrotto però dai grandi archi a tutto sesto che identificano gli spazi laterali.
In controfacciata si trova la cantoria che ospita un organo di Alessio Verati, costruito nel 1858 e restaurato nel 2004. 

#### Piccola cappella a destra
La prima cappella laterale a destra dell'entrata è un piccolo ambiente che avrebbe un corrispettivo nella pianta in un ambiente simmetrico che però non è in comunicazione con la chiesa. Qui si trova il Crocifisso dei condannati, così detto perché durante il periodo pontificio era portato dal religioso "confortatore" nelle processioni che accompagnavano i condannati dalle carceri al patibolo. L'opera, di cartapesta dipinta (il Cristo) e legno dorato (la croce), è stata realizzata da maestranze romagnole nel XIX secolo e perviene alla chiesa per iniziativa del benefattore Castelli in data imprecisata, ma nel 1909 è sicuramente già presente perché risulta negli inventari.

#### Cappella centrale destra

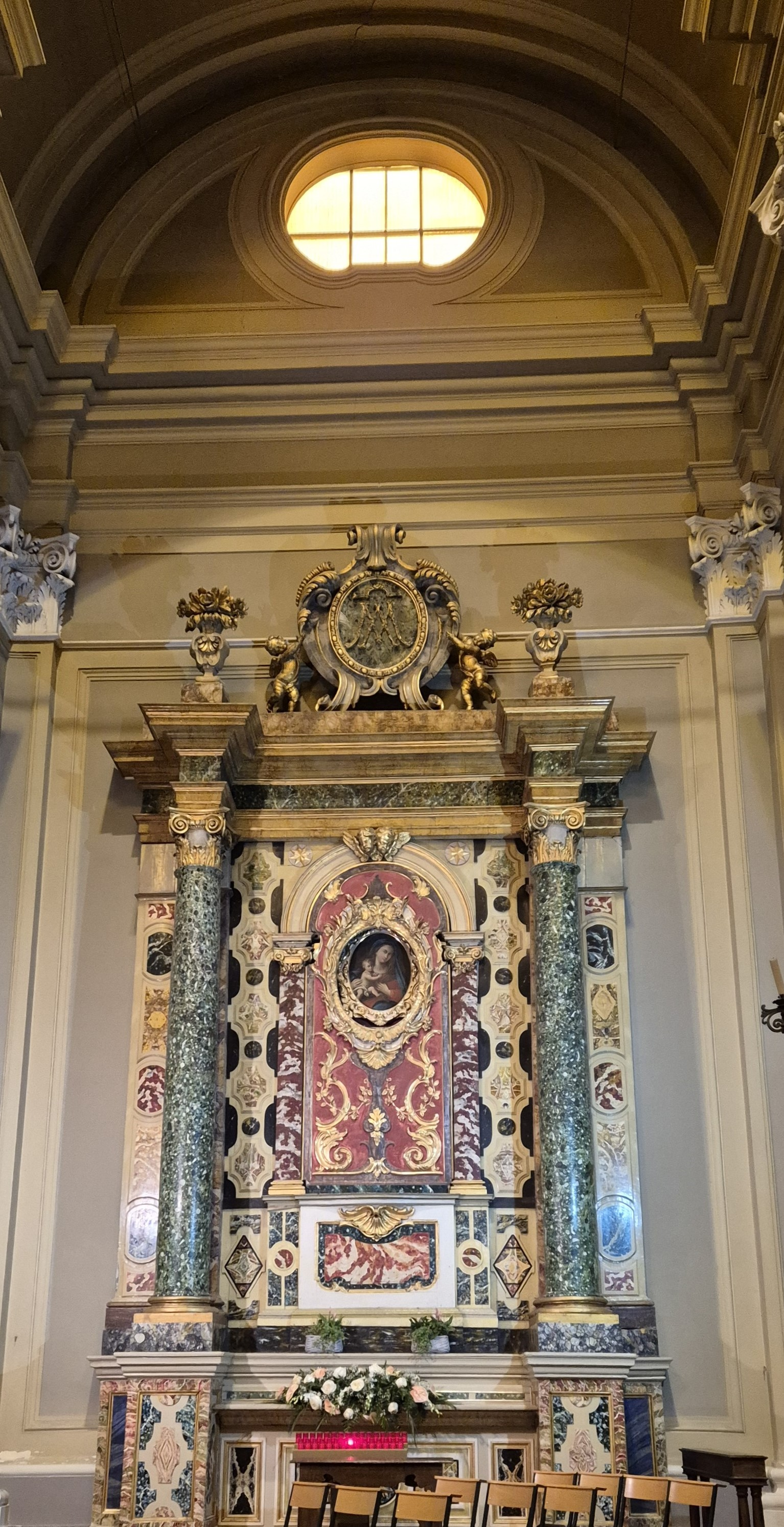
Cappella di destra

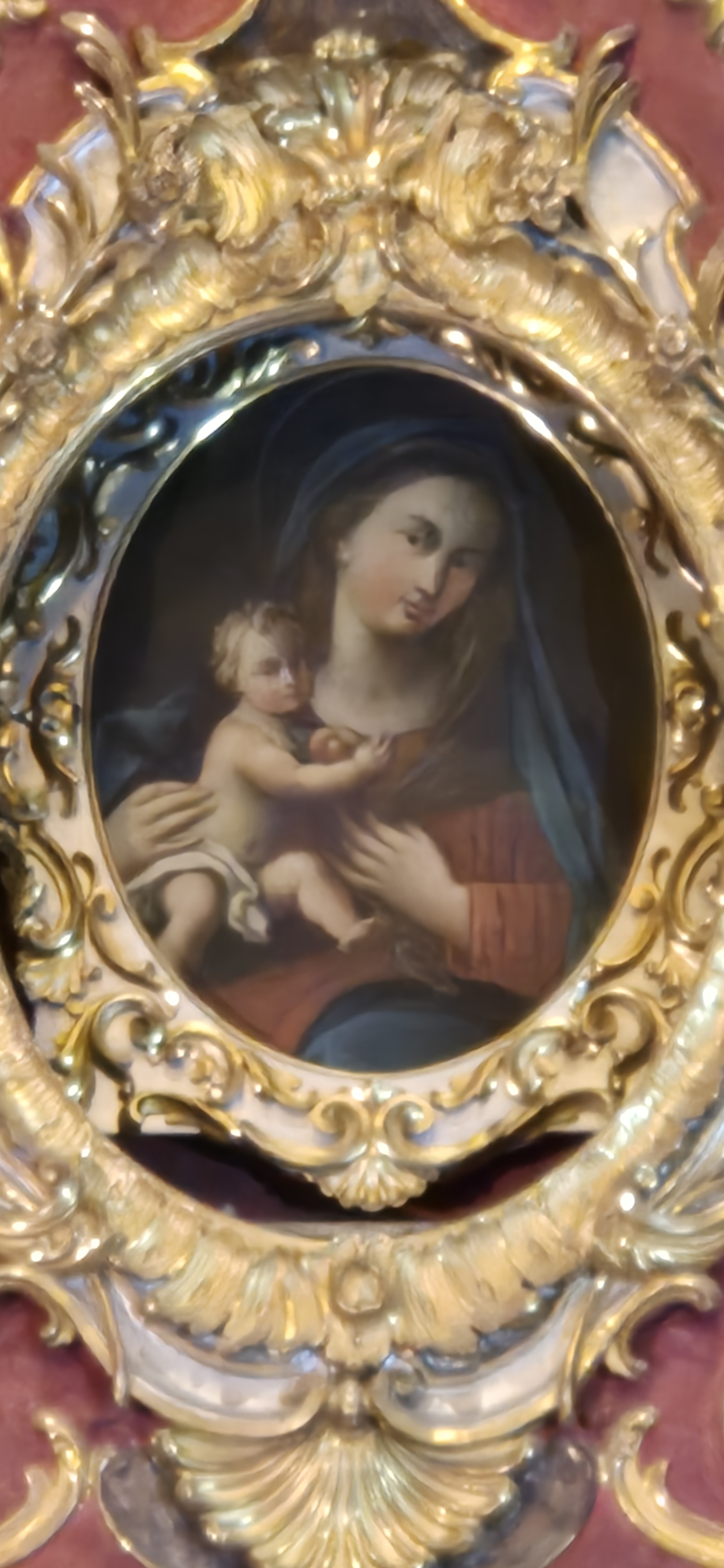
Autore romagnolo del XVIII secolo, Madonna con Bambino, nota come Madonna del Popolo

Nella cappella laterale destra si trova un altare in legno trattato per simulare marmi. La struttura non è stata pensata per questa chiesa, ma proviene dalla non più esistente chiesa delle domenicane, ovvero Santa Maria della neve che si trovava presso porta san Pietro. Verosimilmente l'altare arrivò a Sant'Antonio in Ravaldino in seguito ai lavori di ampliamento della chiesa delle domenicane che dunque potrebbero aver causato un disuso dell'altare stesso. 
L'ancona è alta otto metri da terra e formata da molti elementi decorativi fra cui il coronamento con il tondo recante il monogramma mariano sorretto da putti e con vasi di rose ai lati. 
Nel centro dell'ancona si trova uno spazio originariamente pensato per contenere una statua, poi riadattato in modo da incorniciare un dipinto con la Madonna e il Bambino.

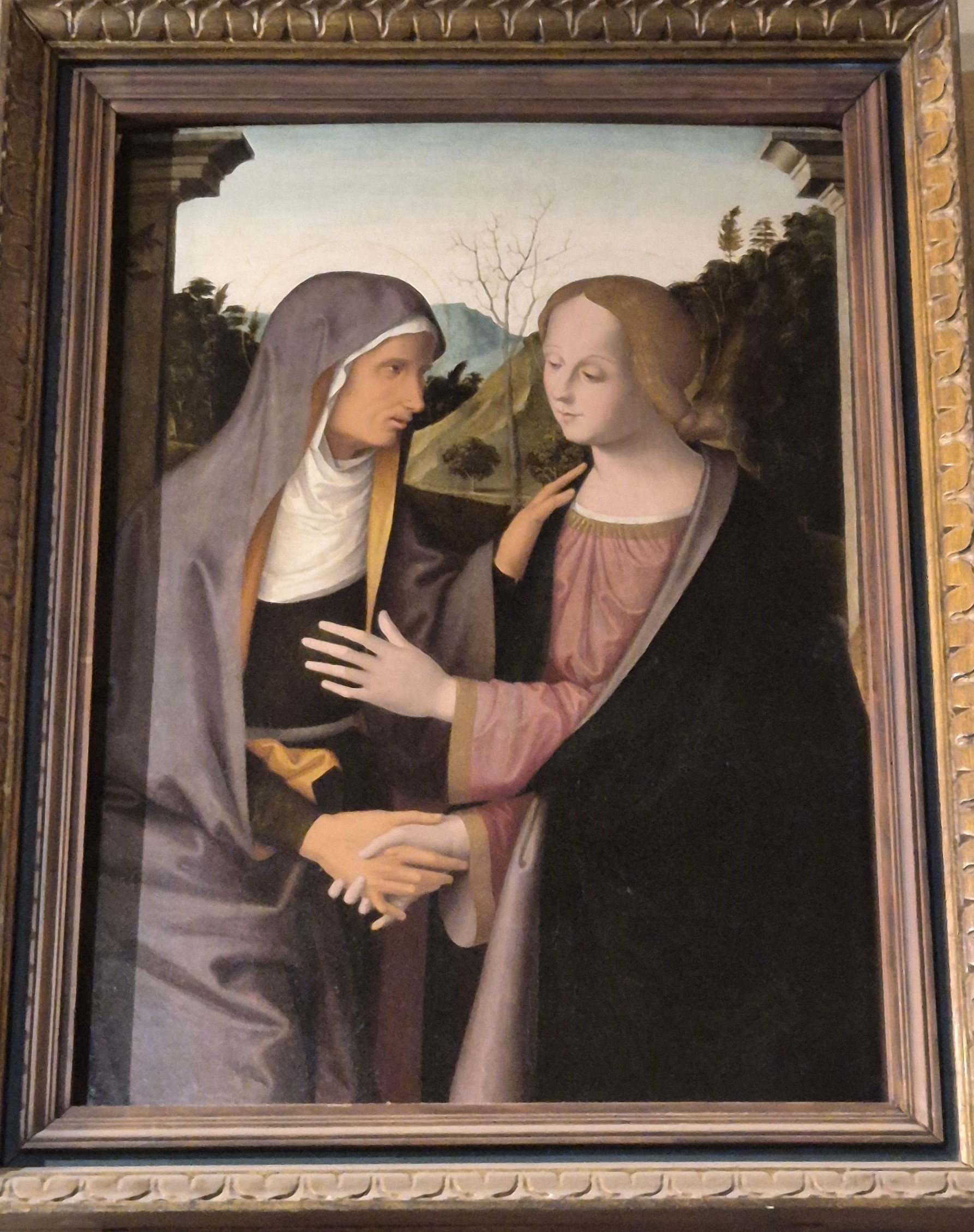
Marco Palmezzano, Visitazione, 1516-20, olio su tavola

L'opera, proveniente dalla soppressa chiesa di Sant'Antonio vecchio, è conosciuta anche come "Madonna del Popolo" e si ritiene realizzata da un artista romagnolo del XVIII secolo. Lucio Bosi, autore delle Notizie storiche della città di Forlì, ha avanzato l'attribuzione a Francesco Fiorentini morto nel 1752. Il dipinto si trova inserito nella nicchia almeno dal 1820, anno in cui Bosi lo descrive.
Nella stessa cappella è stato collocato il quadro di Marco Palmezzano, la Visitazione. Si tratta di un olio su tavola che raffigura l'episodio che vede Maria incontrare Elisabetta. La scena è impostata sulle due figure femminili che, mediante un complesso intreccio di mani e gesti, manifestano in maniera composta la gioia dell'incontro. Maria, giovane, presenta un tradizionale vestito rosso associato però a un manto molto scuro, mentre Elisabetta è presentata più anziana, con il capo velato e le rughe sul volto. La scena si svolge in un ambiente che allude alla casa di Elisabetta mediante gli stipiti in alto, ma che mostra nello sfondo un paesaggio: le due donne sono quindi collocate in un portico che si affaccia sulla natura. In mezzo fra le figure si trova un albero secco che crea un contrasto netto con il resto della vegetazione, che invece appare rigogliosa. La simbologia potrebbe alludere al destino di sofferenza di Maria. In questo senso potrebbe interpretarsi anche il colore nero del mantello.

#### Cappella centrale sinistra
Nella cappella è presente un altare con inserita nel centro una statua di Sant'Antonio Abate. Sul muro che dà accesso alla cappella retrostante è stata collocata un'immagine della Madonna, copia novecentesca della Madonna presente nell'Annunciazione del Guercino.

#### Altare Maggiore

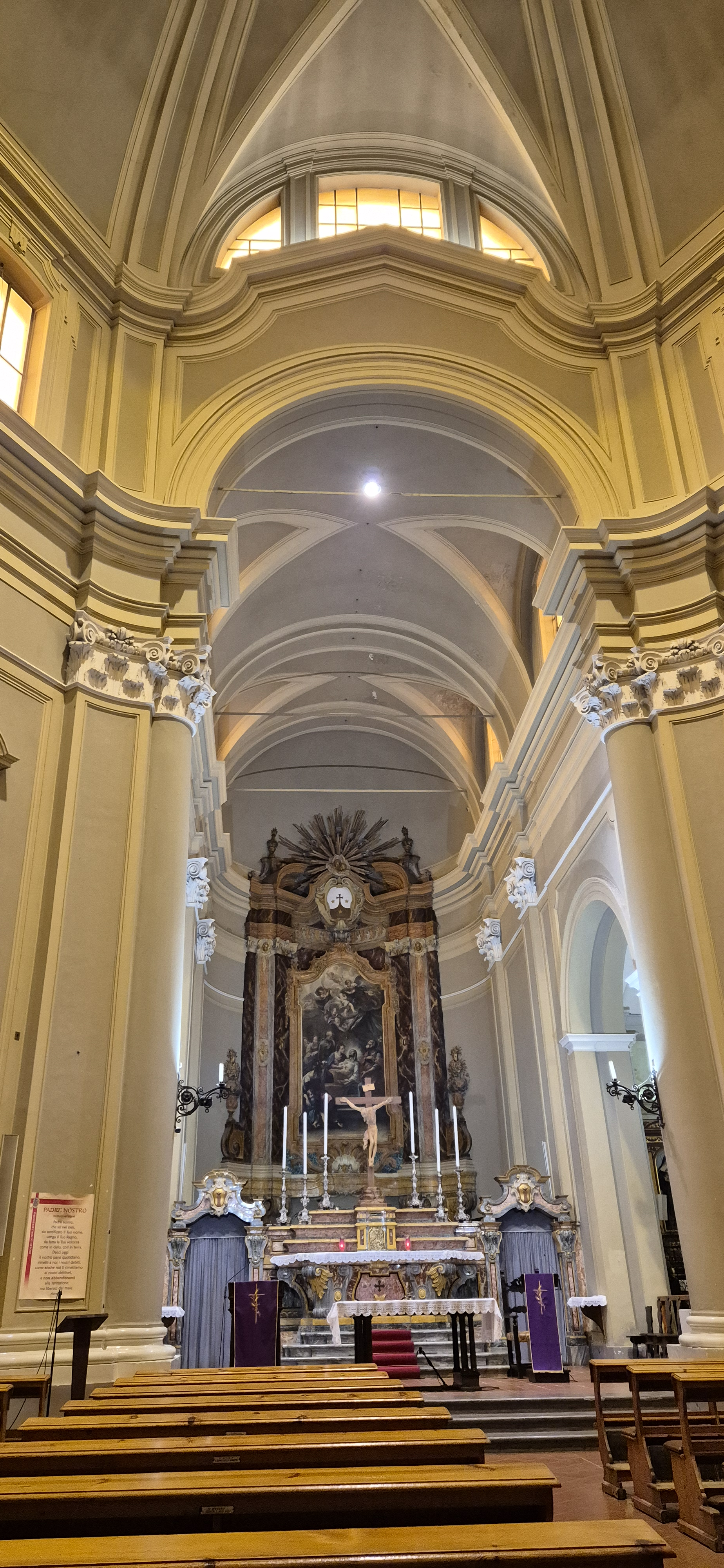
Altare maggiore

La zona presbiteriale, voluta dal cardinale Ludovico Merlini, è molto profonda, tuttavia, mediante espedienti illusionistici, sembra non così più grande rispetto alle due cappelle laterali, in modo da accentuale l'effetto di pianta centrale dell'ambiente. Essa è in effetti divisa in due parti, la prima è visibile dalla chiesa e presenta l'altare maggiore, realizzato in marmo da maestranze torinesi, in cui spicca il tabernacolo con la porta in rame sbalzato raffigurante la Resurrezione. In questo ambiente si aprono due porte nascoste dalle decorazioni complesse, che immettono nel coro, anch'esso profondo, ma che si identifica in pieno solo entrandoci. Dalla chiesa è visibile invece l'ancona. Realizzata in stucco trattato per sembrare marmo, presenta un'impostazione scenografica di matrice barocca. 

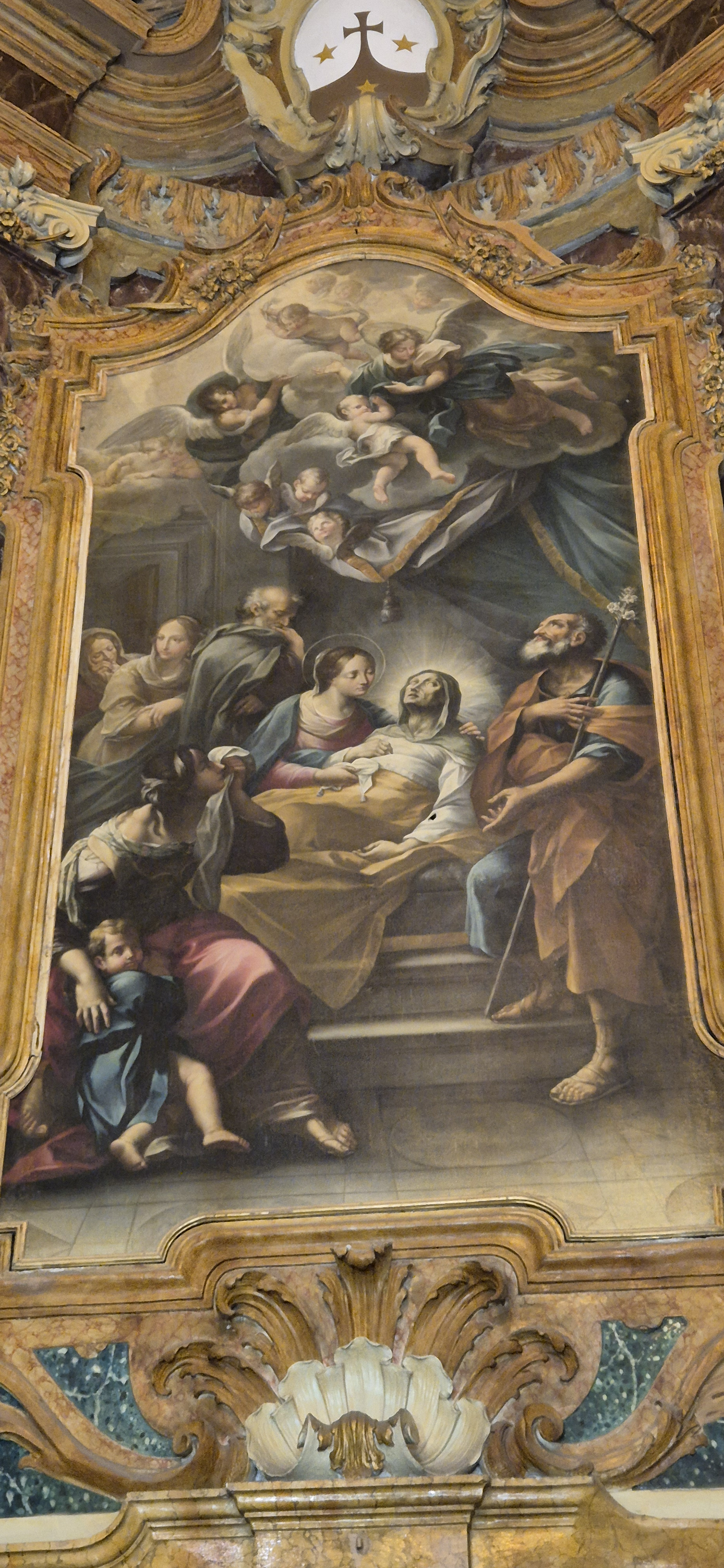
Altare maggiore con pala d'altare di Antonio Fanzaresi, La morte di Sant'Anna

Al centro dell'ancona è collocata l'opera La Morte di Sant'Anna, di Antonio Fanzaresi. È possibile che la pala fosse già sull'altare maggiore nel 1735 quando fu inaugurata la chiesa. Rappresenta un gruppo di figure radunate intorno a Sant'Anna, sostenuta dalla figlia Maria. Vicino a loro Giuseppe, riconoscibile per il bastone fiorito, mentre più in basso Cristo Bambino che guarda verso i fedeli, mentre si aggrappa a una figura femminile. Maria guarda amorevolmente verso la madre, con il viso tranquillo, data la forza della sua Fede, mentre sia Anna che Giuseppe guardano verso l'alto, dove si trova un elaborato corteo di angeli, pronti ad accogliere l'anima della Santa. Dietro di loro altre figure dolenti restano in secondo piano. La struttura, molto complessa, si avvale di un perno compositivo solido dato da Anna, posizionata al centro e resa protagonista dalla luce determinata dal pallore di incarnato e vesti e dalla soprannaturale aura intorno al capo. Il momento drammatico della morte è reso lieve dai gesti contenuti di tutti i personaggi che, pur addolorati manifestano il dolore con compostezza. I colori armonici e la sapienza nell'uso della luce, visibile in particolare negli effetti vaporosi dei panneggi, rendono quest'opera un ottimo esempio di elaborazione compiuta dalla seconda generazione dei seguaci di Cignani.

#### Cappella retrostante di destra

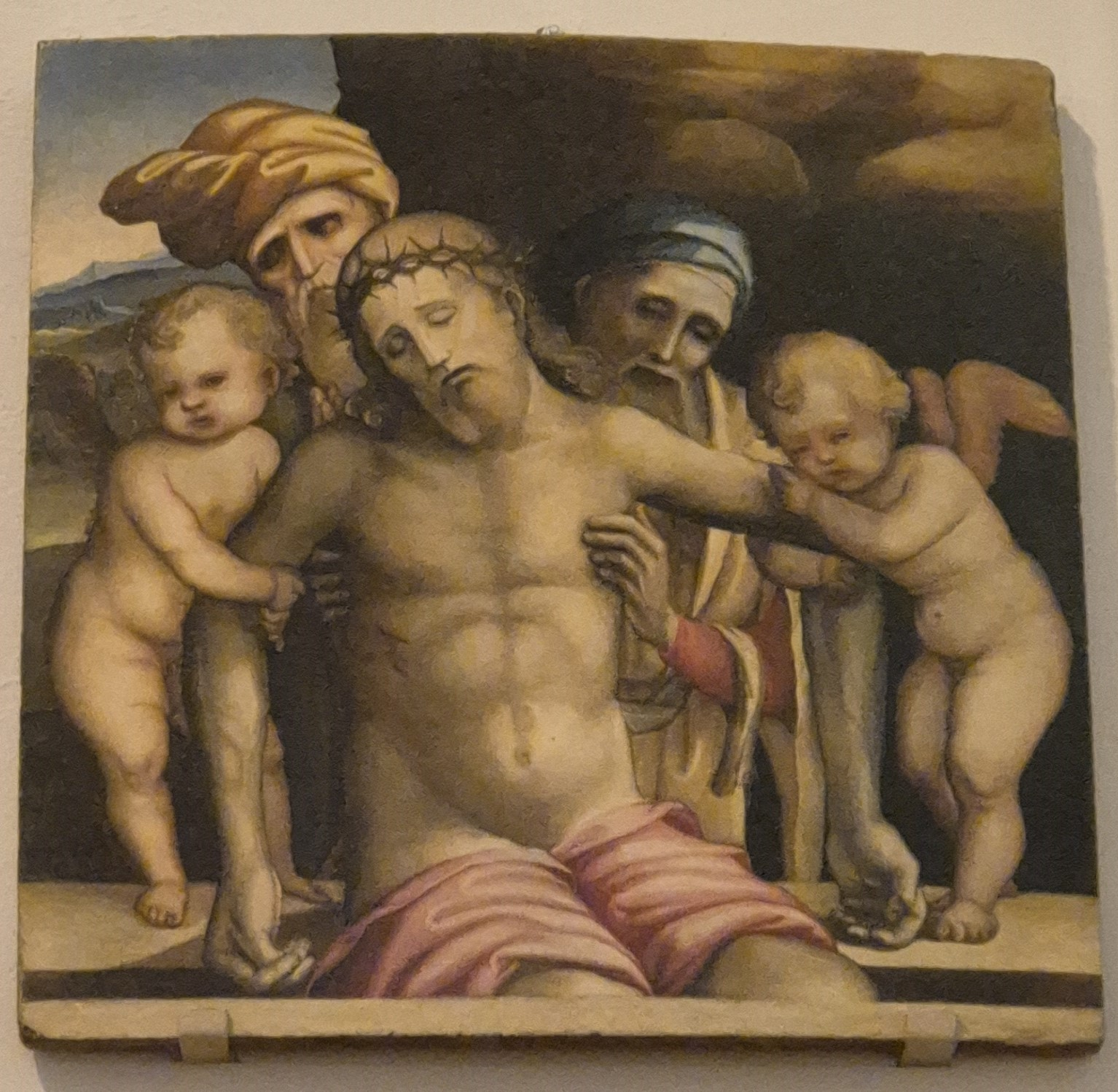
Livio Agresti, Imago Pietatis

La cappella retrostante di destra si raggiunge mediante un passaggio non molto evidente e non si vede dal centro della chiesa. Presenta una struttura complessa in cui, dopo un primo ambiente, si passa in un secondo diviso da una cancellata e poi da qui si ha accesso al coro nascosto. Nel primo ambiente è esposta la tavola di Livio Agresti raffigurante una Imago Pietatis, con il Cristo sorretto da angeli, da Giuseppe di Arimatea e Nicodemo. L'opera, a lungo dimenticata e molto rovinata, ha ripreso le sue fattezze originarie grazie al restauro del 2019.
L'ambiente oltre la cancellata è dedicato a Santa Rita da Cascia, di cui è presente una statua su un altare dipinto. Alle pareti si trovano un'opera dedicata a Santa Teresa D'Avila di Giuseppe Maria Galeppini, una con San Gaetano di scuola forlivese e una elaborata che presenta un quadro dentro il quadro, ovvero un crocifisso (quadro interno) adorato dai santi Antonio Abate, Antonio da Padova e Lorenzo. 
Per il primo quadro, che presenta i tipici tratti devozionali con la presentazione degli attributi della santa (i piedi scalzi, il dardo scagliato da un angelo, l'atteggiamento devoto) si conosce la committenza della famiglia Torelli, il cui stemma compare dipinto su un gradino dell'altare in basso a sinistra. 
L'opera complessa con il quadro dentro al quadro presenta un crocifisso che si può pensare sia un'opera precedente che diviene oggetto di adorazione da parte dei santi dipinti. In questo modo viene valorizzata la piccola tela, creando un effetto di stupore piuttosto originale, tipico di certe scelte barocche. In mancanza di dati certi, è stato ipotizzato che questo quadro arrivasse alla chiesa con la soppressione di Sant'Antonio vecchio.

#### Cappella retrostante di sinistra
Nella cappella retrostante a sinistra del coro, anch'essa non visibile dal centro della chiesa e raggiungibile mediante un ingresso poco evidente dal coro e dalla cappella di sinistra si trova sul fondo un complesso altare con decorazioni policrome
Sulla parete esterna si vedono due dipinti: La Fede di Giacomo Zampa, figura femminile velata che offre al cielo il cuore e un fascio di candele, opera che si ipotizza fosse usata come stendardo nelle processioni religiose e il Ritratto di Ludovico Merlini, attribuito a Paolo Cignani.
A destra si trova una statua della Madonna con il bambino che reca in mano lo scapolare e presenta una iconografia anomala in quanto, invece del tradizionale abbinamento rosso-blu per i suoi abiti, indossa un abito bianco e marrone che allude alla veste dei Carmelitani.